# Helogyne calocephala
Helogyne calocephala là một loài thực vật có hoa trong họ Cúc. Loài này được Mattf. mô tả khoa học đầu tiên năm 1923.